# La carta robada
La carta robada (título original en inglés: The Purloined Letter) es una historia del escritor estadounidense Edgar Allan Poe publicada por primera vez en diciembre de 1844 en The Gift. Más tarde se reprodujo en numerosos periódicos y revistas.
Es la última de las tres historias protagonizadas por el detective Auguste Dupin.

## Argumento

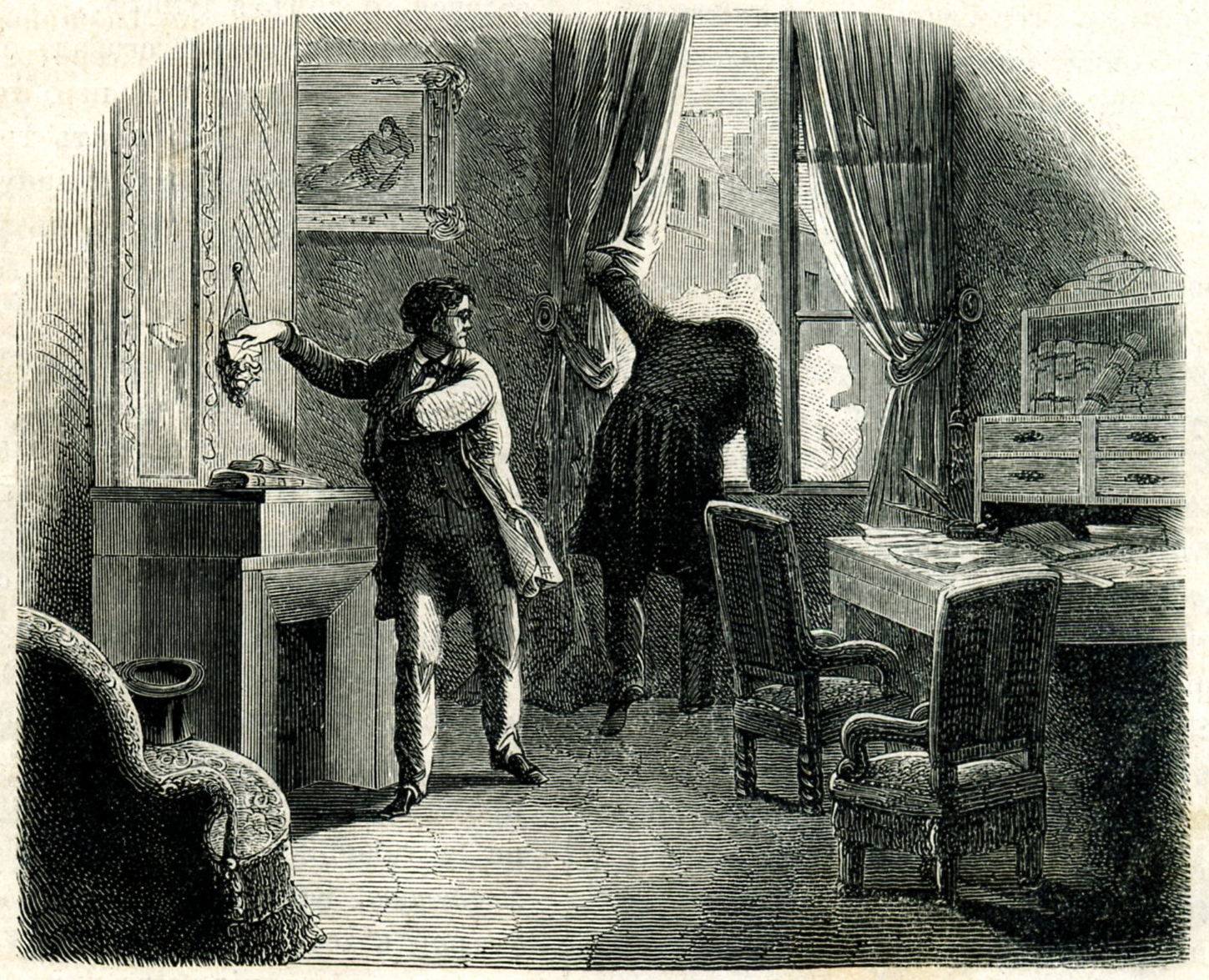
El detective Auguste Dupin raptando la carta al ladrón durante una distracción planeada.

El ladrón fue visto por la víctima y un tercero robando la carta. 
Dupin se niega a tomar el caso, dando consejos al Prefecto de cómo revisar la propiedad del ladrón, a efectos de hallar la carta en cuestión, ya que han sido infructuosas las cuantiosas búsquedas efectuadas. 
El prefecto procede a realizar una serie de allanamientos en la mansión del ministro Danton, inspeccionando con microscopio cada rincón, mueble y objeto posible de la casa donde la carta podría haber sido escondida, pero sus intentos, tal como la primera vez, son en vano. Sin saber qué más hacer o dónde buscar, el Prefecto vuelve por la ayuda de Dupin, ofreciéndole una gran recompensa por resolver el caso. Dupin acepta, para entregarle la carta que él ya había recuperado por sus propios medios, utilizando procedimientos más simples que los del prefecto. 
Dupin se puso en lugar del ladrón, lo analizó, y dedujo que éste no sería capaz de esconderla en lugares donde posiblemente la policía podría revisar, sino en el sitio más simple y visible, donde, por la naturaleza expuesta del lugar, la carta no sería buscada ni sospechada. También Dupin, le dice al Prefecto como el midió la inteligencia del ladrón poniéndose en su lugar y pensando como el mismo. 
Así, encuentra la carta en un tarjetero, muy manchada y arrugada, se hallaba rota, casi en dos, por el medio, como si una primera intención de hacerla pedazos por su nulo valor hubiera sido cambiado y detenido. 
Dupin roba la carta y la reemplaza fácilmente por otra que había preparado cuidadosamente en casa, imitando el monograma de Danton, con mucha facilidad, por medio de un sello de miga de pan.